# مدرسة أبي سعد المخرمي (بغداد)
مدرسة أبو سعد المخرمي أو المدرسة القادرية أو مدرسة الجيلي أو مدرسة المخرمي مدرسة تاريخية يعود تأسيسها إلى العصر العباسي في بغداد. تم بناؤها للمذهب الحنبلي في باب الأزج بالجانب الشرقي من المدينة، على يد أبو سعد المبارك بن علي بن الحسين. وهي مدرسة الشيخ عبد القادر الجيلي، الذي تكلم فيها بلسان الوعظ وظهر له صيت بالزهد. وتجدر الإشارة إلى أن المدرسة لم تعد موجودة اليوم.